# بابا احمد (بهمئي غرمسيري الجنوبي)
بابا احمد (بالفارسية: بابااحمد) هي قرية تقع في إيران في قسم بهمئي غرمسیري الجنوبي الريفي. يقدر عدد سكانها بـ 258 نسمة .